# Signal (kulle)
Signal är en kulle i Antarktis. Den ligger i Östantarktis. Frankrike gör anspråk på området. Toppen på Signal är 35 meter över havet.
Terrängen runt Signal är platt åt sydost, men åt sydväst är den kuperad. Havet är nära Signal norrut. Trakten är glest befolkad. Närmaste befolkade plats är Dumont d'Urville Station, 0,86 kilometer väster om Signal. 